# The Legend of Zelda: Tri Force Heroes
The Legend of Zelda: Tri Force Heroes (ゼルダの伝説 トライフォース3銃士, Zeruda no densetsu: Toraifōsu san-jūshi, littéralement « La légende de Zelda : Les trois mousquetaires de la Triforce ») est un jeu vidéo d’action-aventure développé par Nintendo EPD et Grezzo et édité par Nintendo sur Nintendo 3DS, sorti le 22 octobre 2015 au Japon, le 23 octobre aux États-Unis, au Canada et en Europe et le 24 octobre en Australie. Il est le dix-huitième jeu de la série.

## Trame
Le jeu se déroule dans le royaume d'Estoffe, dans lequel la mode a une grande importance. À la suite d'un maléfice jeté par Lady Satyne, la princesse Mousseline se retrouve vêtue d'une tenue dépourvue de classe, lui entraînant un sentiment de honte. Son père le roi Frisette a alors lancé un recrutement de héros pour lever la malédiction, afin de réunir les trois héros Totem de la légende.
Le jeu se passe plusieurs années après les événements de A Link Between Worlds. Le joueur incarne le même héros qui après plusieurs péripéties se retrouve dans ce royaume dans lequel il cache son identité en revêtant différentes tenues. L'origine des deux autres héros est  inconnue.

## Système de jeu
The Legend of Zelda: Tri Force Heroes est un jeu d'action-aventure en coopération dans lequel trois joueurs incarnent un Link et doivent unir leur force pour résoudre des énigmes et vaincre différents ennemis. Une des fonctionnalités majeures est la possibilité d'empiler les joueurs pour former un totem et atteindre des zones plus élevées. Les joueurs partagent une même barre de vie et de magie. Il est possible d'équiper les personnages de différentes tenues, créées par Madame la Couturière, permettant l'amélioration des différents objets ou attaques.
Le jeu est jouable en multijoueur local et en ligne. Bien qu'un chat vocal ne soit pas présent, il est possible de communiquer avec les autres joueurs grâce à des icônes pour signaler l'action commune à effectuer. Le jeu est également jouable à un joueur, les deux autres Link étant incarné par l'intelligence artificielle et contrôlables via l'écran tactile de la console, mais il n'existe pas de mode à deux joueurs. Un mode de jeu compétitif est présent.

## Développement
L'idée originale pour le développement du jeu date de 2009. À cette période, Hiromasa Shikata fait partie de l'équipe de développement de The Legend of Zelda: Spirit Tracks et éprouve l'envie de développer un jeu Zelda multijoueur en se basant sur un élément du système de jeu de celui-ci, dans lequel la princesse Zelda prend possession de spectres. Contrairement aux précédents jeux Zelda multijoueur, le jeu ne permet pas de jouer à quatre joueurs, Shikata explique ce choix par le fait qu'il est plus simple de coopérer à trois joueurs qu'à quatre, deux groupes de deux pouvant alors de former.
Le jeu propose un style graphique proche de ceux de A Link Between Worlds et The Wind Waker.
Le jeu est dévoilé lors de l'E3 2015. Il est commercialisé le 23 octobre 2015 en Europe et en Amérique du Nord. Une démo du jeu proposant des sessions de jeu multijoueur uniquement à certains temps spécifiques est également proposée.

## Contenu téléchargeable
Un contenu téléchargeable est disponible à partir du 3 décembre 2015 et ajoute un nouveau monde de jeu, La Crypte, proposant 30 niveaux supplémentaires et de nouvelles tenues.